# Вертеча
Вертеча (укр. Вертеча; до 1917 года — Борисоглебовка, с 1917 по 1925 — Вертеч, с 1925 по 2016 год — Незаможное, укр. Незаможне) — село в Репкинском районе Черниговской области Украины. Расположено на реке Вертечь. Население 107 человек. Занимает площадь 0,1 км².
Код КОАТУУ: 7424489204. Почтовый индекс: 15054. Телефонный код: +380 4641.

## История
В селе Борисоглебовка была Николаевская церковь (в 1740 году — священник Георгий Тимофеевич Тимковский). С 1861 года в составе Антоновской волости Черниговского уезда.

## Власть
Орган местного самоуправления — Тарасо-Шевченковский сельский совет. Почтовый адрес: 15054, Черниговская обл., Репкинский р-н, с. Тараса Шевченко, ул. Шевченко, 2а.